# Екстратерестричке пустиње
Екстратерестричке пустиње су пустиње ван планете Земље. Марс је једина планета на којој су пронађена ветром обликована (еолска) обележја, односно пустиње. Иако је атмосферски притисак на површини Марса једнак једној стотини Земљиног, глобална циркулација на Марсу је обликовала циркумполарно пешчано море површине више од пет милиона km², што одговара подручју већем од Руб ел Хали у Саудијској Арабији, највећем пешчаном мору на Земљи. Марсова пешчана мора се углавном састоје од српастих дина на равницама у близини вечне ледене капе на северном поларном подручју.
Ако се за карактерисање одређене површине као пустиње захтева само недостатак падавина, а не и еолска обележја, онда су суштински сва позната екстратерестричка тела пустињска. Једино познато тело за које се сматра да има велику могућност падавина је Титан, Сатурнов месец. Он нема течну воду већ је уместо ње могуће да има језера течног метана и угљоводоника.